# 桜雨/READY FOR LOVE/S.H.E./Last Kiss
「桜雨／READY FOR LOVE／S.H.E.／Last Kiss」（さくらあめ / レディー・フォー・ラブ / シー / ラスト・キス）は、JUJUの12枚目のシングル。2010年2月24日発売。発売元はソニー・ミュージックアソシエイテッドレコーズ。

## 解説
シングルとしては、「PRESENT」から約4か月での発売となる。JUJU初の4曲A面シングルとなる。
収録されたBONNIE PINKのカバー曲「Last Kiss」は、友人であるBONNIEとカラオケに行った際、JUJUが同曲を歌っているのを聴いて、「改めて聴くといい曲だ」とBONNIE PINKが言ったので、「カバーしてもいい?」と許可を得た。

## 収録曲
1. 桜雨 (4:29)
作詞：松尾潔/作曲・編曲：Jin Nakamura
  - レコチョクCMソング
  - TBS系『COUNT DOWN TV』オープニングテーマ
2. READY FOR LOVE (4:10)
作詞・作曲：JUJU & Jeff Miyahara/編曲：Jeff Miyahara、Pochi
  - フジテレビ系『グータンヌーボ』エンディングテーマ
3. S.H.E. (4:18)
作詞：小山内舞/作曲：SOAR/編曲：URU
  - 花王「アジエンス」CMソング
4. Last Kiss (4:24)
作詞・作曲：BONNIE PINK/編曲：亀田誠治
BONNIE PINKのカバー
5. 桜雨 -instrumental- (4:29)

## 収録アルバム
桜雨
- 『JUJU』
- 『BEST STORY 〜Love stories〜』

READY FOR LOVE
- 『JUJU』
- 『BEST STORY 〜Love stories〜』

S.H.E.
- 『JUJU』
- 『BEST STORY 〜Life stories〜』

Last Kiss
- 『Request』

## カバー
- 桜雨 (Cover) （BREATHEがカバー）